# バダガ語
バダガ語（バダガご、バダガ語: ಬಡಗ、英: Badaga language）は、ドラヴィダ語族に属する言語である。バダガ語はインド南部のニルギリ丘陵地帯で話されており、その話者数は約40万人である。R音性母音の特徴を持つことで知られている。隣接する地域で話されているカンナダ語との類似性から、以前はカンナダ語の方言とみなされていた。現在は独立した言語として確立している。

## 言語名別称
- Badag
- Badagu
- Baduga
- Badugu
- Vadagu